# Bloedbad in de schuilplaats van Amiriyah
Het bloedbad in de schuilplaats van Amiriyah was de dood van meer dan 400 Iraakse burgers op 13 februari 1991, tijdens de Golfoorlog van 1990-1991. Een schuilplaats voor luchtaanvallen ('Volksschuilplaats nr. 25', door het Amerikaanse leger ook wel aangeduid als bunker 'Al Firdos C3') in de buurt Amiriyah van de hoofdstad Bagdad werd vernietigd door de Amerikaanse luchtmacht met twee lasergestuurde "slimme bommen".
De schuilplaats had in de Irak-Iranoorlog en de in gang zijnde Golfoorlog onderdak geboden aan honderden burgers, maar volgens bronnen bij de Amerikaanse overheid was de aanval gebaseerd op signalen en menselijke inlichtingen die erop zouden hebben gewezen dat de bunker als militair commandocentrum werd gebruikt.

## Het besluit voor het bombardement
De Verenigde Staten waren verantwoordelijk voor het besluit om de schuilplaats van Amiriyah te bombarderen. Het Amerikaanse ministerie van Defensie gaf zelf toe te weten dat “de faciliteit te Ameriyya als bevolkingsbeschermende schuilplaats was gebruikt tijdens de Iran-Irakoorlog". Dit geeft een dergelijke locatie tevens een beschermde status in oorlogsrechtelijke zin. Wijzigingen in die beschermde status moeten volgens de Geneefse Conventies gemeld worden en de mensenrechtenorganisatie Human Rights Watch verklaarde: "Het door de VS achterwege laten van zulk een waarschuwing alvorens door te gaan met de rampzalige aanval op de schuilplaats van Amiriyah was een ernstige schending van oorlogswetten".
Charles E. Allen, nationale inlichtingenofficier van de CIA, ondersteunde de selectie van doelwitten tijdens de Eerste Golfoorlog. Hij coördineerde het inlichtingenwerk met kolonel John Warden, hoofd van planningseenheid van de luchtmacht genaamd "Checkmate". Op 10 februari 1991 presenteerde Allen zijn inschattingsoordeel aan kolonel Warden dat Volksschuilplaats nr. 25 in Amiriyah, een zuidwestelijke buitenwijk van Bagdad, een alternatieve commandopost was geworden en geen tekenen vertoonde van gebruik als burgerschuilkelder voor luchtaanvallen. Human Rights Watch liet in 1991 daarentegen weten: "Het is inmiddels door gesprekken met buurtbewoners duidelijk geworden dat de bunker in Amiriyah duidelijk gemarkeerd was als een volksschuiloord en in de loop van de luchtoorlog door grote groepen burgers werd gebruikt".
Satellietfoto's en onderschepte radiosignalen die een indicatie waren voor dit alternatief werden als niet-essentieel en onovertuigend beoordeeld door brigadegeneraal Buster Glosson, die hoofdverantwoordelijk was voor het bombardement. Glossons commentaar was dat het onderzoek niets waard was ("not worth a shit"). Een menselijke bron in Irak, die eerder betrouwbaar was bevonden, had de CIA verteld dat de Iraakse inlichtingendienst was gaan opereren vanuit de bunker. Zodoende werd schuilplaats nr. 25 op 11 februari toegevoegd aan het aanvalsschema van de Amerikaanse luchtmacht.

## Het bombardement
Op 13 februari om half vijf 's ochtends schoten twee Lockheed Martin F-117 Nighthawks elk een lasergestuurde raketbom van 900 kilo af op de schuilplaats. De eerste boorde zich door 3 meter gewapend beton, waarna een tijdgeschakelde detonator binnen in het gebouw een explosie veroorzaakte. Zes minuten later werd de tweede raket door het gat geschoten dat de eerste had geslagen. De mensen in de bovenste verdieping verbrandden door de hitte, de mensen beneden werden gedood door kokend water uit de boiler van de bunker.
Op het moment van de aanval bevonden zich honderden Iraakse burgers in de schuilplaats. Meer dan 400 mensen kwamen om. De getallen variëren, mede omdat de registratielijst was verwoest. De doden zouden voornamelijk vrouwen en kinderen zijn; volgens betrokkenen hadden mannen en jongens ouder dan 15 de bunker verlaten om de vrouwen hun privacy te geven. De explosies veroorzaakten veel rondvliegend puin, waarbij ramen werden versplinterd en belendende gebouwen zwaar beschadigd raakten.

## Na de aanval
Jeremy Bowen, een correspondent voor de BBC, was een van de eerste verslaggevers die bij de plek van de aanval waren. Hij kreeg toegang tot de ruïne en kon zelf geen aanwijzing vinden dat er van militair gebruik sprake was geweest.
In een rapport getiteld Leugenmachine: hoe een tragedie wordt gefabriceerd, stelde het Witte Huis dat inlichtingenbronnen van het Amerikaanse leger hadden uitgewezen dat het complex was gebruikt voor militaire commandodoelen. Bovendien uitte het rapport de beschuldiging dat de Iraakse overheid opzettelijk 'geselecteerde burgers' naar de faciliteit in Amiriyah had gebracht.
Volgens Charles Heyman van Jane's World Armies waren de signalen die bij de bunker waren opgevangen afkomstig van een antenne die verbonden was met een circa 300 meter verderop gelegen communicatiecentrum.
De schuilplaats ging later dienen als een herinneringscentrum voor degenen die erin waren omgekomen, met foto's van omgekomen burgers. Volgens bezoekers van het centrum trok Umm Greyda, een vrouw die acht kinderen verloor door het bombardement, in de ruïne om het als monument op te zetten en als gids te dienen.